# Паратранзит

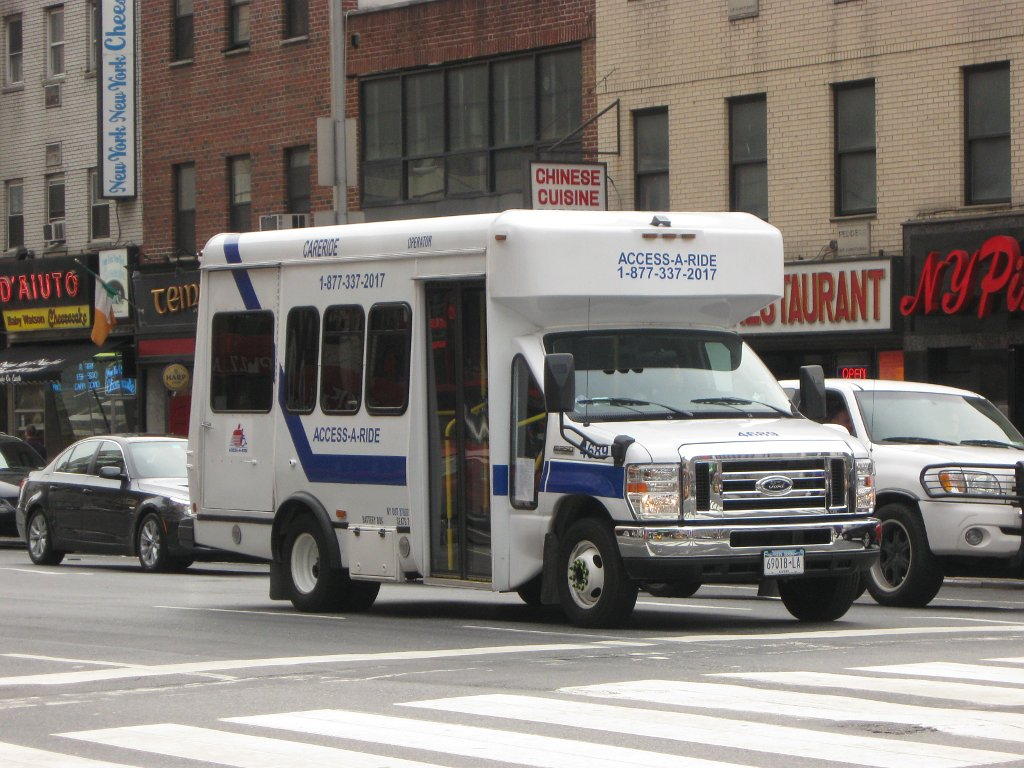
Социальный автобус в Нью-Йорке

Паратранзит — общее название организации пассажирских перевозок в районах с низкой плотностью расселения, где нецелесообразна организация общественного транспорта с постоянными маршрутами и расписанием. Чаще всего организуется для подвоза пассажиров из подобных районов к остановкам магистрального общественного транспорта — трамвая, метро.

## Задачи
Достаточно часто рядом с крупными городами есть пригородные зоны, застроенные малоэтажными частными домами. Жители подобных районов осуществляют ежедневные поездки «на работу-домой», создавая маятниковую миграцию.
В таких районах сложно организовать удовлетворительную работу маршрутного транспорта с постоянными маршрутами. Маршрутная сеть будет либо слишком редкая — и тогда жителям сложно будет добираться до остановки, либо интервал движения будет слишком велик, либо наполняемость транспорта, особенно вне часов пик будет крайне мала.
Использование жителями подобных районов частных автомобилей для ежедневных поездок также создаёт определённые проблемы: маятниковая миграция становится причиной пробок на въездах в город и в центральных районах. Кроме того, встаёт проблема нехватки мест парковки.
В этом случае обычно и организуются различные системы паратранзита. Отсутствие постоянных маршрутов позволяет охватить район большой площади, подвозя пассажиров максимально близко к дому, при этом обеспечивая значительно большую провозную способность, чем при использовании личного автомобиля. Значительно снижаются расходы на организацию стоянок, на обслуживание транспортных средств, на топливо.
Другое применение систем паратранзита — социальный транспорт. Инвалидам и пожилым людям сложно самостоятельно добираться до остановок общественного транспорта, кроме того, проезд в общественном транспорте часто неудобен для них. Заказной автобус или социальное такси может привезти таких пассажиров от дома до места назначения.

## Разновидности
- Заказные автобусы. Могут иметь остановки по требованию в любом месте, полупостоянные маршруты (с возможностью отклонения от основного маршрута, если поступил заказ).
- Прокат автомобилей, carsharing
- Такси, в том числе социальное

## Альтернативы
В качестве альтернативной организации транспорта для пригородных зон можно рассматривать перехватывающие парковки. В этом случае жители пригородов добираются до перехватывающей парковки на личном транспорте, а потом пересаживаются на общественный.
Также власти некоторых городов поддерживают т. н. carpool — подвоз водителями попутчиков при ежедневных поездках.